# Qambar Shahdadkot (Distrikt)
Der Distrikt Qambar Shahdadkot ist ein Verwaltungsdistrikt in Pakistan in der Provinz Sindh. Sitz der Distriktverwaltung ist die Stadt Qambar.
Der Distrikt hat eine Fläche von 5599 km² und nach der Volkszählung von 2017 1.341.042 Einwohner. Die Bevölkerungsdichte beträgt 240 Einwohner/km². Im Distrikt wird zur Mehrheit die Sprache Sindhi gesprochen.

## Lage
Der Distrikt befindet sich im Norden der Provinz Sindh, die sich im Südosten von Pakistan befindet. Qambar Shahdakot grenzt im Westen an drei Distrikte Belutschistans, Khuzdar, Jaffarabad und Jhal Magsi. Seine südlichen Grenzen sind mit dem Distrikt Dadu verbunden. Der Distrikt Larkana liegt im Osten und der Distrikt Jacobabad im Norden.

## Verwaltungsgliederung
Der Distrikt ist administrativ in sieben Tehsil unterteilt:
- Qambar
- Shahdadkot
- Warah
- Miro Khan
- Nasirabad
- Qubo Saeed Khan
- Sijawal Junejo

## Geschichte
Der Distrikt entstand 2005 aus Teilen von Larkana. Es gab einige Kontroversen über den Namen des Distrikts, wobei Qambar zunächst bevorzugt wurde, aber nach Protesten von Bewohnern von Shahdadkot wurde er in Qambar Shahdadkot umbenannt.

## Demografie
Zwischen 1998 und 2017 wuchs die Bevölkerung um jährlich 1,97 %. Von der Bevölkerung leben ca. 30 % in städtischen Regionen und ca. 70 % in ländlichen Regionen. In 223.154 Haushalten leben 682.859 Männer, 658.148 Frauen und 35 Transgender, woraus sich ein Geschlechterverhältnis von 103,8 Männer pro 100 Frauen ergibt und damit einen für Pakistan häufigen Männerüberschuss.
Die Alphabetisierungsrate in den Jahren 2014/15 bei der Bevölkerung über 10 Jahren liegt bei 39 % (Frauen: 27 %, Männer: 60 %) und damit unter dem Durchschnitt der Provinz Sindh von 60 %.
| Jahr | Einwohnerzahl |
| ---- | ------------- |
| 1972 | 460.722       |
| 1981 | 566.574       |
| 1998 | 924.294       |
| 2017 | 1.341.042     |